# Abdul Mseh
Abdul Mseh (Abdlmseh), Sohn des Theodorus (Tʿornik) aus dem Geschlecht der Artsruni in der Provinz Amiuk des Königreiches Vaspurakan war der Kommandeur der Festung Amiuk und ein byzantinischer Proto-Kuropalat.
Nach Thomas Artsruni war er groß, gutaussehend, mit gelocktem Haar und einer wohlklingenden Stimme, die der einer Turteltaube glich.
Er war mit Mariam, einer Enkelin des Gregorius, Fürst von Aluz von Angeltun verheiratet.
Nachkommen:
- Dawit
- Step(anos)
- Grigor